# Gardangāh
Gardangāh (persiska: گَردِنَك, گِردَنگ, گَردَنگَ, گردنگاه) är en ort i Iran.   Den ligger i provinsen Kohgiluyeh och Buyer Ahmad, i den centrala delen av landet, 500 km söder om huvudstaden Teheran. Gardangāh ligger 1 500 meter över havet och antalet invånare är 137.
Terrängen runt Gardangāh är kuperad åt nordväst, men åt sydost är den bergig.Runt Gardangāh är det ganska tätbefolkat, med 75 invånare per kvadratkilometer. Närmaste större samhälle är Gūznān, 17,7 km sydost om Gardangāh. Omgivningarna runt Gardangāh är i huvudsak ett öppet busklandskap.